# Clostridium aerotolerans
Clostridium aerotolerans è una specie di batterio appartenente alla famiglia delle Clostridiaceae.